# James Marsden
James Paul Marsden, född 18 september 1973 i Stillwater i Oklahoma, är en amerikansk skådespelare.
Marsden spelar Cyclops/Scott Summer i X-Men-filmerna.

## Filmografi (i urval)
- 1996 – Public Enemies (V)
- 1997 – Campfire Tales (delen "The Hook")
- 1998 – Inte som andra
- 2000 – X-Men
- 2000 – Skvaller
- 2001 – Zoolander
- 2001–2002 – Ally McBeal (TV-serie) (13 avsnitt)
- 2002 – Interstate 60
- 2003 – X-Men 2
- 2004 – Dagboken - Jag sökte dig och fann mitt hjärta
- 2006 – The Alibi
- 2006 – X-Men: The Last Stand
- 2006 – Superman Returns
- 2007 – Förtrollad
- 2007 – Hairspray
- 2008 – 27 Dresses
- 2008 – Sex Drive
- 2009 – The Box
- 2010 – Som hund och katt - Kitty Galores hämnd (röst)
- 2010 – Death at a Funeral
- 2011 – Straw Dogs
- 2011 – Hopp
- 2012 – Robot & Frank
- 2012 – Small Apartments
- 2012 – Möhippan
- 2012–2013 – 30 Rock (TV-serie) (13 avsnitt)
- 2013 – As Cool as I Am
- 2013 – 2 Guns
- 2013 – The Butler
- 2013 – Anchorman: The Legend Continues
- 2014 – Walk of Shame
- 2014 – X-Men: Days of Future Past
- 2014 – The Best of Me
- 2014 – Welcome to Me
- 2014 – The Loft
- 2015 – Accidental Love (inspelad 2008, men fördröjdes)
- 2015 – The D Train
- 2015 – Unfinished Business
- 2016–2022 – Westworld (TV-serie)
- 2019–2020 – Dead to Me (TV-serie)
- 2020 – Sonic the Hedgehog
- 2020 – Mrs. America (TV-serie)
- 2021 – Baby-bossen 2: Familjeföretaget (röst)
- 2021 – My Little Pony: En ny generation (röst)
- 2022 – Sonic the Hedgehog 2
- 2022 – Avförtrollad
- 2023 – Paw Patrol: Storfilmen (röst)
- 2024 – Sonic the Hedgehog 3
- 2025 – Paradise (TV-serie)
- 2026 – Avengers: Doomsday